# Primera batalla de Garoua
La Primera batalla de Garoua (Garua en alemany) es va dur a terme a Garoua, al nord de Kamerun, entre el 29 i 31 d'agost de 1914, durant la campanya de Kamerun de la Primera Guerra Mundial, entre Alemanya i les forces britàniques. Va ser la primera acció significativa d'aquesta campanya i els alemanys van aconseguir expulsar els britànics.

## Antecedents
El 25 d'agost de 1914 (tres setmanes després que la guerra esclatés a Europa), la cavalleria britànica de la West African Frontier Force va travessar la frontera de Nigèria i es va apoderar de Tepe, un lloc fronterer alemany al nord de Garoua. L'ocupació del lloc va donar a les forces britàniques un punt de suport al nord de Kamerun des d'on podien atacar les moltes fortaleses alemanyes que protegien la regió, incloent les de Garoua.

## La defensa alemanya en Garoua
Els alemanys havien construït cinc fortaleses modernes en Garoua, properes entre elles per a donar-se foc de suport si calia. Els moviments de terra incloïen trinxeres i refugis subterranis profunds amb la protecció de sobrecàrrega, envoltats de filferro d'arç i una dotació de tres companyies d'askaris africans sota el comandament d'oficials i suboficials alemanys. Calia l'artilleria per a causar un dany significatiu a les fortificacions.

## Batalla
Des de Tepe, les forces britàniques sota el comandament del coronel MacLear es van dirigir cap al sud, cap a les fortificacions de Garoua.

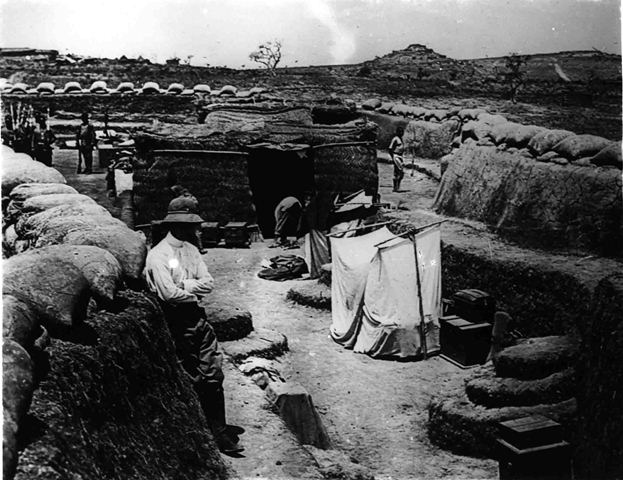
Trinxeres alemanyes en Garoua, durant la campanya de Kamerun

Van arribar el 29 d'agost i van cavar trinxeres al voltant de les fortaleses alemanyes.
Aquella nit, els britànics van atacar les fortificacions amb una càrrega en un terreny obert de més de 400 metres. Després de patir fortes baixes van capturar amb èxit una de les cinc fortaleses.
L'endemà, les forces alemanyes van contraatacar i van empènyer als britànics. Les tropes nigerianes van fugir, deixant sols als oficials britànics en les trinxeres. A mesura que la força britànica fugia, els alemanys van continuar el seu contraatac, empenyent-los completament fora de Kamerun i els van perseguir per Nigèria durant uns dies.
La majoria dels oficials de les unitats britàniques van morir, incloent l'oficial al comandament, el coronel MacLear. Es van perdre el 40% de les tropes nigerianes natives. Els alemanys van patir pèrdues relativament menors.

## Conseqüències
La batalla de Garoua, així com les batalles en altres àrees al llarg de la frontera nord-occidental de Kamerun amb Nigèria, va resultar ser un èxit relatiu per als alemanys. Van ser capaços de repel·lir cada envestida britànica que es va produir durant els primers dies del conflicte, i fins i tot es van posar en posició d'amenaçar Calabar, el principal port a l'est de Nigèria.
La victòria en Garoua va millorar la moral dels askaris alemanys de manera significativa i es va aturar l'avanç dels Aliats cap al nord de Kamerun fins a mitjans de 1915, quan els britànics van guanyar la Segona batalla de Garoua.